# Resistor-transistor logic

Porta logica RTL NOR (circuito simulato con software Falstad)

In elettronica, Resistor-Transistor Logic (RTL, lett. "logica resistore-transistor") è stato un processo realizzativo (ormai obsoleto) di circuiti digitali basato sull'utilizzo di transitori bipolari (BJT) e di resistori. Questa tecnologia fu la prima storicamente usata per realizzare circuiti logici a transistori.
Una delle limitazioni più grandi di questo tipo di logica era il limitatissimo Fan-in, dato che il massimo numero di ingressi ammessi in un normale circuito era 3, prima che il margine di rumore della cella si riducesse oltre livelli accettabili.
La porta logica RTL viene derivata dalla porta logica DCTL semplicemente aggiungendo agli ingressi una resistenza di polarizzazione che "equalizza" il segnale e risolve il problema del "furto di corrente" presente nelle porte DCTL NOR.
La presenza delle resistenze di polarizzazione aumenta però la costante di tempo (RC) e di conseguenza il tempo di commutazione di stato dei livelli logici, rallentandone l'efficienza complessiva. La soluzione a questa problematica è stata fornita con le porte di tipo RCTL.

Porta RTL NAND (circuito simulato con software Falstad)

È possibile utilizzare le sole porte NAND e NOR RTL per costruire circuiti combinatori comunque complessi che richiedono porte logiche AND, OR, NOT e XOR.